# 横浜ギガスピリッツ
横浜ギガスピリッツ（よこはまギガスピリッツ、英: Yokohama Giga Spirits）は、神奈川県横浜市を拠点に活動する社会人バスケットボールチーム。現在は男子関東SB2リーグに所属している。
本項では前身である秋田いすゞ自動車、いすゞ自動車ギガキャッツ及び横浜ギガキャッツについても詳述する。

## 歴史

### 秋田いすゞ自動車
東京商大でバスケットをした辻兵吉会長の命に依り、1955年に入社した蒔苗昭三郎（現秋田ノーザンハピネッツ取締役相談役）が秋田いすゞ自動車バスケット部を設立。設立当時、秋田いすゞ本社は、現在の秋田市大町二丁目にあり、その向かいの辻家の邸宅の庭をつぶしてバスケットコートを作った。秋田営林局を主体とした秋友会には、なかなか勝てなかったが、全県下くまなくスカウトして陣容を積み上げていく。秋田国体において、県が支出した強化費で一流コーチ、吉井四郎一橋大監督と、その後任笠原成元監督を迎え、中央チームと戦える力を蓄えていく。60-70年代は、秋田市立山王中学校体育館を練習場として使用していた。
1982年、元日本鉱業選手で指導者として全日本男子も率いた経験を有する小浜元孝が監督に就任、小浜のケンタッキー・コネクションで元NBAアトランタ・ホークスのジャック・ギブンスを獲得、快進撃を続ける。1983年11月 、日本リーグ2部優勝。当たり新卒米国籍テッド・ヤングが入団、以後いすゞ一筋に在籍する。
1984年のオールジャパンで初優勝。日本リーグ2部チームとして初の優勝となった（現在まででも唯一。決勝進出でさえ他にアンフィニ東京（現・さいたまブロンコス）しか達成していない）。試合の模様は、NHKで全国生放送された。4月に日本リーグ1部昇格。

### いすゞ自動車
1987年にバスケット部強化の一環としていすゞ本社に移管され拠点も横浜市に移る。以降、日本リーグ1部リーグ（後のJBLスーパーリーグ）における、1995年からの4連覇を含む6度の優勝、オールジャパンにおける5度の優勝、さらに1996年にはアジアクラブ選手権（現・FIBAアジアチャンピオンズカップ）準優勝を獲得するなど黄金時代を築いた。
当初のチーム愛称は「リンクス」であったが、1997年より「ギガキャッツ」となった。ちなみにいすゞのトラックに「ギガ」が存在する。「キャッツ」は、小浜HCが留学していたケンタッキー大学「ワイルドキャッツ」からいただいた。
2001年にはアジアバスケットボールリーグに参加。姚明擁する上海シャークスを破り準優勝となる。
しかし、いすゞ本社のリストラにより休部が決まり、2001-02シーズンを最後にいすゞ自動車バスケット部の歴史に幕を下ろした。このとき、野球部も休部となった。

### 横浜ギガキャッツ
その後、小浜監督といすゞの一部選手らにより、将来のプロリーグ参戦を前提に市民球団の横浜ギガキャッツとして発足。湘南スポーツエンターテインメントが運営に当たり、サテライトとして湘南ギガキャッツも結成。
新潟アルビレックス、さいたまブロンコスなどとも提携を組み、クラブ連盟の大会を中心に参戦していたが、2003年にはクラブ化後初のオールジャパンに出場。翌年度も出場し、スーパーリーグの（元秋田いすゞの中村和雄が率いる）オーエスジーフェニックスを下しベスト8の快挙を成し遂げた（オールジャパンではJBLチームのみ外国籍選手は出場不可だが、横浜はJBL非加盟だったため外国籍起用可だったのも大きい。）。全日本クラブ選手権では初優勝。
その後、横浜の学校法人とのスポンサー契約が決まりかけていたが破談。結局このクラブチームも日本リーグ、あるいはbjリーグ参入を果たすことがなく2005年を最後に解散。ギガキャッツの名前も消えた。

### 横浜ギガスピリッツ
その後、ギガキャッツの残った選手らにより、横浜ギガスピリッツという名前で再出発した。ギガスピリッツに「ギガキャッツのスピリッツ」が込められている。
2005-06、2006-07のオールジャパン2大会連続出場も果たす。2007年の全日本クラブ選手権ではベスト4の成績を収め、全日本社会人選手権出場も果たすが、2回戦で同大会優勝の九州電力に敗退。
2009年のオールジャパンにも出場。1回戦でJBL2の豊田合成スコーピオンズ、2回戦で専修大学を下し、ベスト16まで進出。しかし3回戦でJBLの東芝ブレイブサンダースに惨敗。全日本クラブ選手権では2大会ぶりのベスト4となった。
将来のプロリーグ参戦も検討していたが、2011年より県内のプロ化が一本化され、横浜より新球団「横浜ビー・コルセアーズ」がbjリーグに参入した。
2018年、同年発足した新しい地域リーグ（南関東地域）に参戦。

## 過去の成績

### 旧JBL
| 年度 | リーグ         | ディビジョン   | 回 | レギュラーシーズン | レギュラーシーズン | レギュラーシーズン | セミファイナル | セミファイナル | ファイナル | ファイナル | 最終結果 |
| 年度 | リーグ         | ディビジョン   | 回 | 勝                 | 敗                 | 順位               | 勝             | 敗             | 勝         | 敗         | 最終結果 |
| ---- | -------------- | -------------- | -- | ------------------ | ------------------ | ------------------ | -------------- | -------------- | ---------- | ---------- | -------- |
| 1981 | 日本リーグ     | 2部            | 15 | 6                  | 4                  | 位                 |                |                |            |            | 3位      |
| 1982 | 日本リーグ     | 2部            | 16 | 8                  | 2                  | 位                 |                |                |            |            | 準優勝   |
| 1983 | 日本リーグ     | 2部            | 17 | 14                 | 0                  | 位                 |                |                |            |            | 優勝     |
| 1984 | 日本リーグ     | 1部            | 18 | 7                  | 7                  | 位                 |                |                |            |            | 4位      |
| 1985 | 日本リーグ     | 1部            | 19 | 6                  | 8                  | 位                 |                |                |            |            | 6位      |
| 1986 | 日本リーグ     | 1部            | 20 | 9                  | 5                  | 位                 |                |                |            |            | 3位      |
| 1987 | 日本リーグ     | 1部            | 21 | 2                  | 12                 | 位                 |                |                |            |            | 8位      |
| 1988 | 日本リーグ     | 1部            | 22 | 10                 | 5                  | C2位               |                |                |            |            | 優勝     |
| 1989 | 日本リーグ     | 1部            | 23 | 10                 | 5                  | C2位               |                |                |            |            | 3位      |
| 1990 | 日本リーグ     | 1部            | 24 | 9                  | 6                  | T3位               |                |                |            |            | 6位      |
| 1991 | 日本リーグ     | 1部            | 25 | 3                  | 12                 | T5位               |                |                |            |            | 9位      |
| 1992 | 日本リーグ     | 1部            | 26 | 8                  | 14                 | 位                 |                |                |            |            | 10位     |
| 1993 | 日本リーグ     | 1部            | 27 | 4                  | 6                  | C4位               |                |                |            |            | 9位      |
| 1994 | 日本リーグ     | 1部            | 28 | 12                 | 4                  | T2位               |                |                |            |            | 3位      |
| 1995 | 日本リーグ     | 1部            | 29 | 14                 | 2                  | C1位               | 2              | 1              | 2          | 1          | 優勝     |
| 1996 | 日本リーグ     | 1部            | 30 | 14                 | 2                  | T1位               | 2              | 1              | 2          | 0          | 優勝     |
| 1997 | 日本リーグ     | 1部            | 31 | 14                 | 2                  | C1位               | 2              | 0              | 2          | 0          | 優勝     |
| 1998 | 日本リーグ     | 1部            | 32 | 15                 | 1                  | C1位               | 2              | 0              | 2          | 1          | 優勝     |
| 1999 | 日本リーグ     | 1部            | 33 | 12                 | 4                  | C1位               | 2              | 0              | 1          | 2          | 準優勝   |
| 2000 | 日本リーグ     | SL             | 34 | 14                 | 7                  | 2位                | 2              | 0              | 2          | 1          | 優勝     |
| 2001 | スーパーリーグ | スーパーリーグ | 1  | 15                 | 6                  | 3位                | 2              | 0              | 0          | 2          | 準優勝   |

※日本リーグ1部の第22回（1988年）から第33回（1999年）まではC（クーガー）、T（タイガー）のディビジョン制を導入。

※日本リーグ1部の第34回（2000年）のディビジョンはSL（プレスーパーリーグ）、NL（日本リーグ）として実施。
獲得タイトル
- 日本リーグ - 優勝6回（1988年、1995年、1996年、1997年、1998年、2000年)
- オールジャパン - 優勝6回（1984年、1994年、1996年、1998年、1999年、2001年）
- 国体 - 優勝2回（秋田県時代）

### 横浜ギガキャッツ～横浜ギガスピリッツ
- オールジャパン - ベスト8（2004年）

### 地域リーグ
*順位欄()内数字は参加チーム数
*CS:全日本社会人バスケットボール地域リーグチャンピオンシップ
| 年度 | リーグ     | 勝 | 敗 | 順位    | CS               |
| 2018 | 南関東     | 5  | 5  | 4位(6)  | ブロック予選敗退 |
| 2019 | 南関東2部A | 12 | 2  | 1位(8)  | ブロック予選敗退 |
| 2020 | 南関東1部  | 2  | 4  | 5位(8)  | 準々決勝敗退     |
| 2021 | 南関東     | ８ | 10 | 6位(8)  | ---              |
| 2022 | 関東A      | 12 | 6  | 4位(10) | ベスト16         |
| 2023 | 関東A      |    |    |         |                  |

## 主な歴代所属選手

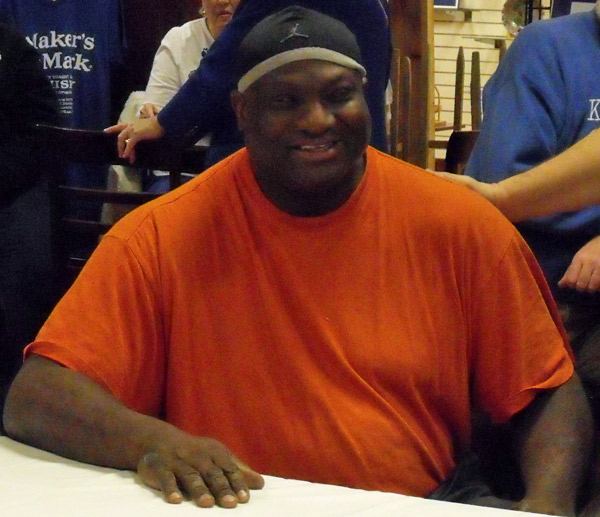
2013年のラボン・ウィリアムズ

秋田いすゞ
- 加藤三彦
- 中村和雄
- ジャック・ギブンス
- テッド・ヤング
- デリック・ホード
- ビンセント・ブルーキンス
- ラボン・ウィリアムス
- 小松広作
- 松岡博英

いすゞ自動車リンクス→ギガキャッツ
- 鈴木篤
- 目由紀宏
- 板垣道夫
- 中原雄
- 塩屋透
- 長野洋
- 菅原智喜
- 後藤敏博
- 佐古賢一
- 南山真
- 高橋マイケル
- ケニー・ウォーカー

- 佐藤重久
- 梅津卓
- 安西智和
- セドリック・ジェンキンス
- ピーター・ティーボー
- 王立彬
- 小川忠晴
- 長谷川誠
- 井上公男
- 佐久本智
- ルシアス・デービス
- ケーシー・カルバリー
- Ａ・Ｊ・ローリンス
- アーネスト・ジグマザーボ
- イエメン・Ｃ・サンダース

いすゞ→横浜ギガキャッツ
- 塩屋清文
- 宮ノ腰達也
- 井手大佑

横浜ギガキャッツ
- 石橋晴行
- 根間洋一
- 松島ウォルターブラウン
- 比留木謙司
- 澤岻安史
- 天野佳彦

横浜ギガキャッツ→横浜ギガスピリッツ
- 福田幹也

横浜ギガスピリッツ
- 斉藤卓
- 水野健一
- 大堀俊
- 小原匡博
- 長尾強司
- 木村実
- 後藤隆治